# 杜勒卡迪爾侯國
杜勒卡迪爾侯國，是一個由烏古斯人巴岳特、阿夫沙爾、貝克特里部落成立的侯國，在魯姆蘇丹國衰落後成立。由1337年生存至1552年。這侯國首都在卡赫拉曼馬拉什省的埃爾比斯坦附近。
侯國在14世紀中期成立，有一段時期勢力延伸至摩蘇爾，但隨著鄂圖曼帝國崛起，成為了埃及馬木留克蘇丹國之間的緩沖地帶。他們在16世紀初成為鄂圖曼帝國的一部分。這侯國也給鄂圖曼王朝帶來了許多新娘，第五位統治者納斯里丁的女兒埃米娜可敦是穆罕默德一世第三位妻子，也是穆拉德二世的母親。
第六任統治者蘇萊曼·貝伊的女兒穆克里姆可敦是穆罕默德二世的第三任妻子，第十一任統治者Alaüddevle的女兒古爾巴哈可敦是巴耶塞特二世的妻子，因此也是塞利姆一世的繼母。
這王國最後一位統治者阿里貝伊被塞利姆一世任命為省長，但在1522年，他因被控叛國罪而被塞利姆一世免去省長職務。